# Sam Ermolenko
Sam Ermolenko, właśc. Guy Allen Ermolenko (ur. 23 listopada 1960 w Maywood) – amerykański żużlowiec.

## Życiorys

### Kariera sportowa
W finałach najważniejszych żużlowych rozgrywek występował od roku 1985. W roku tym zdobył swój pierwszy medal indywidualnych mistrzostw świata, zajmując w Bradford 3. miejsce. Kolejny brązowy medal zdobył dwa lata później w Amsterdamie, zaś w roku 1993 osiągnął największy sukces w swojej karierze, zdobywając w Pocking tytuł mistrza świata. Trzeci medal brązowy zdobył w roku 1995, zajmując 3. miejsce w 1. cyklu Grand Prix 1995. Łącznie w finałach indywidualnych mistrzostw świata wystąpił dziewięciokrotnie. Oprócz tego w swoim dorobku posiada również 12 medali drużynowych mistrzostwach świata (złote – 1990, 1992, 1993, 1998, srebrne – 1985, 1986, 1988, brązowe – 1987, 1991, 1995, 1999, 2000) oraz 5 mistrzostw świata par (złoty – 1992, srebrne – 1986, 1993, brązowe – 1987, 1988). Po raz ostatni w finale turnieju o randze mistrzostw świata wystąpił w roku 2000 w Coventry.
W roku 1992 zadebiutował w polskiej lidze żużlowej, reprezentując Polonię Bydgoszcz. W klubie tym występował do roku 1994, zdobywając dwa medale drużynowych mistrzostw Polski (złoty – 1992 i srebrny – 1993). W kolejnych latach występował w barwach J.A.G. Speedway Łódź (1995–1996), Włókniarza Częstochowa (1997), Wybrzeża Gdańsk (1998), ŁTŻ Łódź (1999–2000), TŻ Opole (2001) oraz Gwardia Warszawa (2002).
Spośród innych żużlowców wyróżniał się charakterystycznym utykaniem na prawą nogę, co było efektem wypadku motocyklowego, któremu uległ w roku 1976 i w wyniku którego doznał wielu złamań oraz obrażeń. W roku 2007 zakończył sportową karierę, 18 marca na obiekcie Ladbroke Stadium w Wolverhampton odbył się turniej pożegnalny Ermolenki, w którym zwyciężył Peter Karlsson ze Szwecji.

### Życie prywatne
Brat Charlesa Ermolenki, również żużlowca.

## Przynależność klubowa
Wielka Brytania
- Poole Pirates (1983–1984)
- Wolverhampton Wolves (1986–1995)
- Sheffield Tigers (1996)
- Belle Vue Aces (1997)
- Wolverhampton Wolves (1998)
- Hull Vikings (1999)
- Wolverhampton Wolves (2000–2001)
- Belle Vue Aces (2002)
- Wolverhampton Wolves (2003–2004)
- Peterborough Panthers (2005)

RFN / Niemcy
- AC Landshut (1989–1990)
- MSC Brokstedt (2000)
- AC Landshut (2001)
- MC Parchim/Wolfslake (2003)
- MC Bergring Teterow (2005)

Dania
- Slangerup Speedway Klub (1991)
- Vojens Speedway Klub (1996)

Polska
- Polonia Bydgoszcz (1992–1994)
- SC Holiday Łódź (1995–1996)
- Włókniarz Częstochowa (1997)
- Wybrzeże Gdańsk (1998)
- ŁTŻ Łódź (1999–2000)
- TŻ Opole (2001)
- WKM Warszawa (2002)

Szwecja
- Västervik Speedway (1992–1998)
- Valsarna Hagfors (1999–2003)
- Dackarna Målilla (2005)
- Rospiggarna Hallstavik (2006)

## Osiągnięcia
- Indywidualne mistrzostwa świata:
  - 1985 – 3. miejsce
  - 1987 – 3. miejsce
  - 1993 – 1. miejsce
  - 1995 – 3. miejsce

- Drużynowe mistrzostwa świata:
  - 1985 – 2. miejsce
  - 1986 – 2. miejsce
  - 1987 – 3. miejsce
  - 1988 – 2. miejsce
  - 1990 – 1. miejsce
  - 1991 – 3. miejsce
  - 1992 – 1. miejsce
  - 1993 – 1. miejsce
  - 1995 – 3. miejsce
  - 1998 – 1. miejsce
  - 1999 – 3. miejsce
  - 2000 – 3. miejsce

- Mistrzostwa świata par:
  - 1986 – 2. miejsce
  - 1987 – 3. miejsce
  - 1988 – 3. miejsce
  - 1992 – 1. miejsce
  - 1993 – 2. miejsce

- Indywidualne mistrzostwa Stanów Zjednoczonych:
  - 1988 – 3. miejsce
  - 1993 – 1. miejsce
  - 1994 – 1. miejsce

- Drużynowe mistrzostwa Wielkiej Brytanii:
  - 1986 – 3. miejsce
  - 1989 – 2. miejsce
  - 1990 – 2. miejsce
  - 1991 – 1. miejsce
  - 1993 – 2. miejsce
  - 1994 – 3. miejsce
  - 2004 – 2. miejsce
  - 2005 – 3. miejsce

- Indywidualne mistrzostwa Lig Brytyjskich:
  - 1991 – 1. miejsce
  - 1994 – 1. miejsce
  - 1996 – 1. miejsce

- Drużynowe mistrzostwa RFN:
  - 1989 – 1. miejsce
  - 1990 – 2. miejsce

- Drużynowe mistrzostwa Polski:
  - 1992 – 1. miejsce
  - 1993 – 2. miejsce

- Drużynowe mistrzostwa Szwecji:
  - 1993 – 3. miejsce
  - 1999 – 1. miejsce
  - 2000 – 2. miejsce
  - 2005 – 3. miejsce

- Drużynowe mistrzostwa Niemiec:
  - 2000 – 2. miejsce
  - 2001 – 2. miejsce
  - 2005 – 2. miejsce

## Starty w Grand Prix

### Miejsca na podium
| Nr | Dzień       | Rok  | Nazwa                        | Miejscowość | Tor             | Miejsce | Punkty | Biegi         | Zwycięzca    |
| -- | ----------- | ---- | ---------------------------- | ----------- | --------------- | ------- | ------ | ------------- | ------------ |
| 1. | 9 września  | 1995 | Grand Prix Danii             | Vojens      | Speedway Center | 2       | 18     | (3,2,3,3,3,2) | Hans Nielsen |
| 2. | 30 września | 1995 | Grand Prix Wielkiej Brytanii | Londyn      | Hackney Stadium | 2       | 18     | (2,3,2,3,2,2) | Greg Hancock |

### Punkty w poszczególnych zawodach
| Sezon 1995          |                              |                        |                        |                               |                               |         |         |         |         |         |         |         |         |         |         |         |         |         |         |         |         |         |         |         |         |        |        |        |        |        |        |        |        |        |        |        |        |        |        |        |        |        |        |        |        |        |        |
| GP Polski – Wrocław | GP Austrii – Wiener Neustadt | GP Niemiec – Abensberg | GP Szwecji – Linköping | GP Danii – Vojens             | GP Wielkiej Brytanii – Londyn | miejsce | miejsce | miejsce | miejsce | miejsce | miejsce | miejsce | miejsce | miejsce | miejsce | miejsce | miejsce | miejsce | miejsce | miejsce | miejsce | miejsce | miejsce | miejsce | miejsce | punkty | punkty | punkty | punkty | punkty | punkty | punkty | punkty | punkty | punkty | punkty | punkty | punkty | punkty | punkty | punkty | punkty | punkty | punkty | punkty | punkty | punkty |
| 14                  | 11                           | 10                     | 12                     | 18                            | 18                            |         |         |         |         |         |         |         |         |         |         |         |         |         |         |         |         |         |         |         |         | 83     | 83     | 83     | 83     | 83     | 83     | 83     | 83     | 83     | 83     | 83     | 83     | 83     | 83     | 83     | 83     | 83     | 83     | 83     | 83     | 83     | 83     |
| Sezon 1996          |                              |                        |                        |                               |                               |         |         |         |         |         |         |         |         |         |         |         |         |         |         |         |         |         |         |         |         |        |        |        |        |        |        |        |        |        |        |        |        |        |        |        |        |        |        |        |        |        |        |
| GP Polski – Wrocław | GP Włoch – Lonigo            | GP Niemiec – Pocking   | GP Szwecji – Linköping | GP Wielkiej Brytanii – Londyn | GP Danii – Vojens             | miejsce | miejsce | miejsce | miejsce | miejsce | miejsce | miejsce | miejsce | miejsce | miejsce | miejsce | miejsce | miejsce | miejsce | miejsce | miejsce | miejsce | miejsce | miejsce | miejsce | punkty | punkty | punkty | punkty | punkty | punkty | punkty | punkty | punkty | punkty | punkty | punkty | punkty | punkty | punkty | punkty | punkty | punkty | punkty | punkty | punkty | punkty |
| 9                   | 1                            | 4                      | 13                     | 9                             | 16                            | 9       | 9       | 9       | 9       | 9       | 9       | 9       | 9       | 9       | 9       | 9       | 9       | 9       | 9       | 9       | 9       | 9       | 9       | 9       | 9       | 52     | 52     | 52     | 52     | 52     | 52     | 52     | 52     | 52     | 52     | 52     | 52     | 52     | 52     | 52     | 52     | 52     | 52     | 52     | 52     | 52     | 52     |

| Statystyki        | Statystyki |
| ----------------- | ---------- |
| Starty            | 12         |
| Zwycięstwa        | 0          |
| Miejsca na podium | 2          |
| Finalista         | 3          |
| Punkty            | 135        |